# دشال (حبيش)

تعديل مصدري - تعديل

دشال محلة تابعة لقرية النقطة، التابعة لعزلة الناحية بمديرية حبيش إحدى مديريات محافظة إب في الجمهورية اليمنية، بلغ تعداد سكانها 23 حسب تعداد اليمن لعام 2004.